# Sternennacht
Sternennacht (französisch La nuit étoilée, niederländisch De sterrennacht) ist eines der bekanntesten Gemälde des niederländischen Künstlers Vincent van Gogh. Er malte das 73,7 × 92,1 cm große Bild im Juni 1889 in der südfranzösischen Kleinstadt Saint-Rémy-de-Provence im Stil des Post-Impressionismus bzw. frühen Expressionismus mit Ölfarben auf Leinwand. Das Bild ist seit 1941 im Besitz des Museum of Modern Art in New York City und wird dort unter dem Titel The Starry Night gezeigt.

## Entstehungsgeschichte

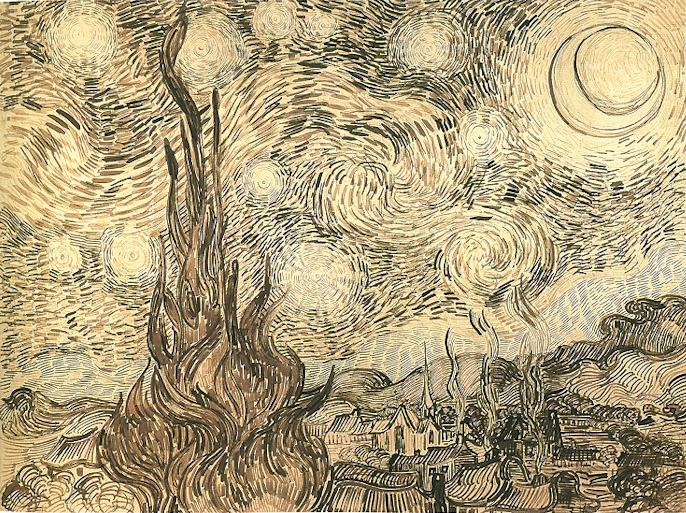
Zeichnung Sternennacht

Es ist nur wenig über die Gründe bekannt, die den Maler zu diesem Bild veranlasst haben. In einem Brief an seinen Bruder Theo (Nr. 595) wird die Sternennacht direkt erwähnt; van Gogh beklagt einerseits, wie unzufrieden er mit der Bildkomposition und der Übertreibung sei, zeigt sich andererseits angesichts des Blau im Bild versöhnlich. Da er sich zur Entstehungszeit des Bildes in der Nervenheilanstalt Saint-Paul-de-Mausole befand und das Gebäude nur in Begleitung verlassen durfte, ist das Bild wahrscheinlich aus der Erinnerung im Atelier und nicht in der Natur entstanden. Die teilweise als Vorarbeit betrachtete Zeichnung Sternennacht (ehemals Kunsthalle Bremen) ist erst nach dem Gemälde in der Zeit zwischen dem 25. Juni und 2. Juli 1889 entstanden. Im Gegensatz zum Gemälde sind in der Zeichnung nur zehn Sterne dargestellt und aus den Bauernhäusern steigt Rauch in den Himmel auf. Am 2. Juli schickte Vincent van Gogh diese Zeichnung zusammen mit anderen Arbeiten an seinen Bruder Theo van Gogh nach Paris.

## Das Motiv

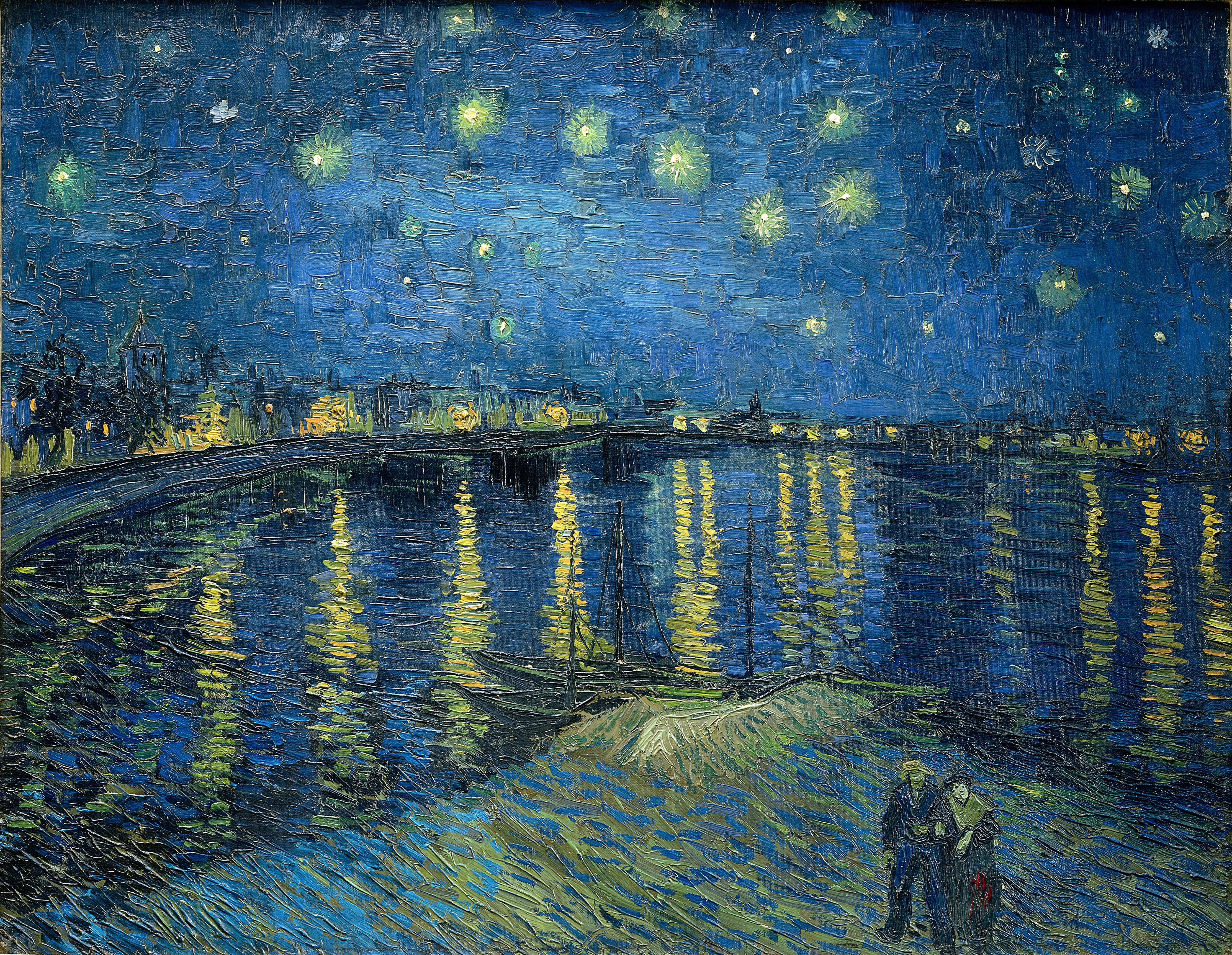
Sternennacht über der Rhone

Die Perspektive des Bildbetrachters entspricht dem Blick aus dem Fenster des Krankenzimmers des Sanatoriums in St. Rémy. Motive des Gemäldes sind Zypressen und ein Dorf. Während die Zypressen und die Farbigkeit des nächtlichen Himmels eher die Landschaft Südfrankreichs spiegeln, erinnert das Dorf an van Goghs holländische Heimat. Das Motiv des Sternenhimmels taucht wiederholt in seinen Werken aus dieser Zeit auf, wie bei den im September 1888 in Arles entstandenen Gemälden Caféterrasse am Abend (französisch Terrasse du café le soir) und Sternennacht über der Rhone (frz. Nuit étoilée sur le Rhône).

## Interpretation
Die Sternennacht wurde in einer für van Gogh tragischen Lebenssituation geschaffen, als er stark unter seiner seelischen Verfassung litt, die ihn nach St. Rémy gebracht hat. Deshalb kann das Bild als ungestümer Versuch des Künstlers gedeutet werden, seine Krankheit zu überwinden.
Emotionale Turbulenzen spiegelten sich zwar in einzelnen Aspekten wider, dennoch strahle das Bild eine gewisse Ruhe, Hoffnung und Trost aus. Diese Widersprüchlichkeit kann in unterschiedlichen Ebenen nachgewiesen werden. So kontrastiert die Stille des Dorfes mit der Aufgewühltheit des Himmels, den düsteren Farben der Zypresse im Vordergrund werden das strahlende Gelb des Sichelmondes und der Sterne, dem dominierenden Blau einzelne Einsprengsel in Orange entgegengesetzt. Die leuchtenden Farben werden durch ein Weiß ergänzt, das einerseits für den charakteristischen Spiraleffekt verantwortlich ist und andererseits die Komposition harmonisiert.
Der Kunsthistoriker Meyer Schapiro sah das Werk als „eines der seltenen Bilder, die durch eine religiöse Stimmung ausgelöst worden sind.“ Van Gogh habe versucht, seine Sehnsucht nach etwas Unendlichem in der Natur auszudrücken. Ferner sah Schapiro darin Spuren einer apokalyptischen Phantasie. Die Interpretation korrespondiert mit einem Brief an den Bruder, in dem der Künstler die Absicht äußerte, „schwierige Szenen aus dem Leben“ zu malen: „Dies hält mich nicht davon ab, ein unbändiges Verlangen nach – soll ich das Wort sagen? – nach Religion zu haben. Dann gehe ich in die Nacht hinaus, um die Sterne zu malen.“

## Wirkung
Das Bild wirkt in seinem Gegenstand, der Farbigkeit und wilden Pinselführung emotional und hat zahlreiche Künstler zu eigenen Variationen des Themas inspiriert. So wurden beispielsweise Gedichte über das Bild verfasst und der englische Titel des Bildes, The Starry Night, stand Pate für die erste Zeile des erfolgreichen Popsongs Vincent, den der amerikanische Sänger Don McLean dem Maler widmete. Naturwissenschaftler beschäftigen sich mit spezifischen Details, wie der Berechnung der Helligkeitsschwankungen in den Wolken- und Lichtwirbeln, die, wie die Analyse von digitalen Fotos ergab, den physikalischen Gesetzmäßigkeiten des Modells von Kolmogorow entsprechen. Für das Cover seines Spielfilms Midnight in Paris von 2011 verwendete Regisseur Woody Allen das Gemälde "Sternennacht" als Hintergrund.

## Provenienz
Kurz nach der Entstehung des Gemäldes übergab Vincent van Gogh die Sternennacht seinem Bruder Theo. Sechs Monate nach dem Tod des Malers starb 1891 auch Theo van Gogh, womit dessen Frau Johanna van Gogh-Bonger das Bild erbte. Sie verkaufte es 1900 an den in Paris lebenden Julien Leclercq, der es im Februar 1901 durch Tausch gegen ein anderes Gemälde an den Maler Émile Schuffenecker weitergab. Nachdem Johanna van Gogh-Bonger das Bild von Schuffenecker zurückgekauft hatte, kam das Gemälde 1906 über die Galerie Oldenzeel in Rotterdam in den Besitz der Sammlerin Georgette P. van Stolk aus Rotterdam, die es bis 1938 behielt. Durch Vermittlung von Jacob-Baart de la Faille, dem Verfasser von van Goghs Werkverzeichnis, gelangte das Bild in die New Yorker Filiale des Kunsthändlers Paul Rosenberg. 1941 erwarb das Museum of Modern Art das Gemälde mit Mitteln der Lillie P. Bliss Bequest.